# قطب الغزالة لتكنولوجيات الاتصال

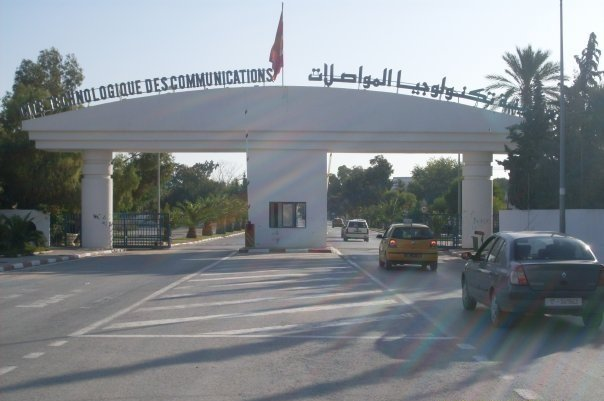
مدخل القطب الغزالة لتكنولوجيات الاتصال

قطب الغزالة لتكنولوجيات الاتصال هو أول قطب تكنولوجي بتونس ويقع تحت إشراف وزارة تكنولوجيا المعلومات والاتصال. أنشأ قطب الغزالة التكنولوجي ليكون كبيئة متخصصة في مجال تطوير المشاريع الصغيرة وإستقطاب شركات متعددة الجنسيات. يضم القطب 90 شركة من بينها 12 من الشركات العالمية مثل مايكروسوفت، اس تي ميكرو، إريكسون، ألكاتل-لوسنت.

## وصلات خارجية
- الموقع الرسمي.